# UFC on Fox: Teixeira vs. Evans
UFC on Fox: Teixeira vs. Evans var en MMA-gala som arrangerades av Ultimate Fighting Championship och ägde rum 16 april 2016 i Tampa i USA. 

## Resultat
1. ↑  Catchweight 160 lbs.[2]